# Jugoslaviska cupen (volleyboll, damer)
Jugoslaviska cupen var en volleybolltävling för damklubblag i Jugoslavien mellan 1959 och 2003. I de delar som lämnade Jugoslavien i samband med Jugoslaviens upplösning finns numera istället bosniska cupen, Kosovos cup, kroatiska volleybollcupen för damer, nordmakedonska cupen och Sloveniens cup. 
Då förbundsrepubliken Jugoslavien ombildades till Serbien-Montenegro ersattes den av Serbien-Montenegrocupen (som senare kom att ersättas av montenegrinska cupen och serbiska volleybollcupen).

## Resultat per år[1]
| Upplaga                 | Upplaga               | Podium                   | Podium                                    | Podium                   |              |
| Säsong                  | Spelplats för finalen | Mästare                  | Matchresultat                             | Finalist                 |              |
| ----------------------- | --------------------- | ------------------------ | ----------------------------------------- | ------------------------ | ------------ |
| 1959 mer information    |                       | ŽOK Partizan             |                                           |                          |              |
| 1960 mer information    |                       | ŽOK Partizan             |                                           |                          |              |
| 1960-61 mer information |                       | OK Röda stjärnan Belgrad |                                           |                          |              |
| 1961 mer information    |                       | OK Röda stjärnan Belgrad |                                           |                          |              |
| 1962 mer information    |                       | OK Röda stjärnan Belgrad |                                           |                          |              |
| 1963-64 mer information |                       | ŽOK Klek Srbijašume      |                                           |                          |              |
| 1964-72                 | -                     | Ej genomförd             | Ej genomförd                              | Ej genomförd             | Ej genomförd |
| 1972 mer information    |                       | OK Röda stjärnan Belgrad |                                           |                          |              |
| 1973 mer information    |                       | Partizan Rijeka          |                                           |                          |              |
| 1974 mer information    | Belgrad               | OK Röda stjärnan Belgrad | 3 - 0 (15-9, 15-10, 15-2)                 | OK Radnički              |              |
| 1975 mer information    | Rijeka                | ŽOK Rijeka               | 3 - 1 (14-16, 15-6, 15-12, 15-6)          | OK Radnički              |              |
| 1976-77 mer information | Belgrad               | OK Röda stjärnan Belgrad | gruppspel                                 | OK Radnički              |              |
| 1977-78 mer information | Rijeka                | ŽOK Rijeka               | gruppspel                                 | OK Radnički              |              |
| 1978 mer information    | Belgrad               | ŽOK Rijeka               | gruppspel                                 | ŽOK Vukovar              |              |
| 1979 mer information    | Vukovar               | OK Röda stjärnan Belgrad | gruppspel                                 | OK Radnički              |              |
| 1980 mer information    | Belgrad               | OK Radnički              | gruppspel                                 | OK Röda stjärnan Belgrad |              |
| 1981 mer information    | Zagreb                | HAOK Mladost             | gruppspel                                 | ŽOK Vukovar              |              |
| 1982 mer information    | Maribor               | OK Röda stjärnan Belgrad | gruppspel                                 | OK Branik                |              |
| 1983 mer information    | Belgrad               | OK Röda stjärnan Belgrad | gruppspel                                 | OK Branik                |              |
| 1984 mer information    | Zagreb                | HAOK Mladost             | gruppspel                                 | OK Branik                |              |
| 1985 mer information    | Vukovar               | HAOK Mladost             | gruppspel                                 | OK Branik                |              |
| 1986 mer information    | Zagreb                | HAOK Mladost             | gruppspel                                 | OK Röda stjärnan Belgrad |              |
| 1987 mer information    | Lazarevac             | OK Radnički              | gruppspel                                 | OK Branik                |              |
| 1988 mer information    | Trau                  | HAOK Mladost             | gruppspel                                 | OK Branik                |              |
| 1989 mer information    | Zagreb                | HAOK Mladost             | gruppspel                                 | OK Branik                |              |
| 1990 mer information    | Maribor               | HAOK Mladost             | gruppspel                                 | OK Branik                |              |
| 1991 mer information    | Belgrad               | OK Röda stjärnan Belgrad | gruppspel                                 | ŽOK Modriča              |              |
| 1992 mer information    | Belgrad               | OK Röda stjärnan Belgrad | gruppspel                                 | ŽOK Jedinstvo Užice      |              |
| 1993 mer information    | Užice                 | ŽOK Jedinstvo Užice      | gruppspel                                 | OK Röda stjärnan Belgrad |              |
| 1994 mer information    | Užice                 | ŽOK Jedinstvo Užice      | 3 - 0 (15-9, 15-5, 15-12)                 | OK Vršac                 |              |
| 1995 mer information    | Belgrad               | ŽOK Poštar               | 3 - 0 (15-8, 15-12, 15-5)                 | ŽOK Jedinstvo Užice      |              |
| 1996 mer information    | Belgrad               | ŽOK Jedinstvo Užice      | 3 - 0 (15-2, 15-4, 15-12)                 | ŽOK Spartak Subotica     |              |
| 1997 mer information    | Zrenjanin             | ŽOK Jedinstvo Užice      | 3 - 0 (15-8, 15-2, 15-8)                  | OK Röda stjärnan Belgrad |              |
| 1998 mer information    | Belgrad               | ŽOK Jedinstvo Užice      | 3 - 1 (15-9, 15-17, 15-10, 15-7)          | ŽOK Luka Bar             |              |
| 1999 mer information    | Belgrad               | ŽOK Jedinstvo Užice      | 3 - 1 (25-23, 25-22, 23-25, 25-21)        | OK Röda stjärnan Belgrad |              |
| 2000 mer information    | Užice                 | ŽOK Jedinstvo Užice      | 3 - 1 (22-25, 25-19, 25-13, 25-13)        | OK Radnički              |              |
| 2001 mer information    | Belgrad               | OK Radnički              | 3 - 0 (25-14, 25-21, 25-23)               | ŽOK Jedinstvo Užice      |              |
| 2002 mer information    | Belgrad               | OK Röda stjärnan Belgrad | 3 - 2 (25-16, 15-25, 23-25, 25-22, 15-10) | ŽOK Jedinstvo Užice      |              |